# Tredje brigaden
Tredje brigaden (3. brigaden) var en brigad inom svenska armén som verkade i olika former åren 2010–2021. Brigadstaben var förlagd i Bodens garnison i Boden.

## Bakgrund
Till skillnad från tidigare brigader så hade brigaden inga fasta förband, utan skulle tilldelas enheter beroende på situation. Brigadstaben var i fredstid underställd Norrbottens regemente. År 2022 ersattes brigaden av Norrbottensbrigaden, vilken kom ha fasta ingående förband.

## Förbandschefer
- 2012–2014: Överste Torbjörn Larsson
- 2014–2016: Överste Lars Karlsson [a]
- 2016–2018: Överste Ulf Siverstedt [b]
- 2018–2021: Överste Mats Ludvig [c]